# Памятник Фёдору Толбухину (Ярославль)
Памятник маршалу Толбухину — памятник уроженцу Ярославской губернии, маршалу Советского Союза Ф. И. Толбухину, установленный в Ярославле в конце проспекта Толбухина на Юбилейной площади.

## История создания
Установлен по инициативе земляков маршала Советского Союза, родившегося в деревне Андроники Ярославского района. В 1957 году было решено присвоить имя Толбухина улице (с 1979 года — проспект) в Кировском районе Ярославля и поставить памятник. Памятник открыт в 1972 году.

## Описание памятника
Фёдор Иванович Толбухин изображён в половину роста, в руках у него карта района боёв. Толбухин был особо любим солдатами за то, что умел побеждать малыми потерями, а это, конечно, требовало от командующего колоссальной работы ума. Бюст маршала и прямоугольный постамент выполнены из тёмной бронзы. Перед памятником — мощённая плиткой площадка и цветники.